# Úvoz (Brno)
Úvoz je jedna z významných ulic širšího centra Brna. Její jižní část leží v městské čtvrti Staré Brno, střední část ve čtvrtích Stránice a Brno-město a severní ve čtvrti Veveří, které přináleží k městské části Brno-střed. Úvoz spojuje Mendlovo a Konečného náměstí a tvoří západní úsek středního brněnského okruhu. 
Původně Úvoz na severu končil křížením s Grohovou, v 50. letech 20. století byl dobudován průraz ke Konečnému náměstí, ze západu zařezaný do úbočí Kraví hory. Tím se stal Úvoz jednou z páteřních severojižních komunikací celého Brna.
Od 90. let po Úvoze vede dvojice trolejbusových linek spojujících západní a východní části města, které využívají již dříve vybudovanou manipulační trať. Na křížení s tramvajovou tratí na Kraví horu se nachází přestupní zastávka Úvoz.

## Pojmenování
Ulice založená v roce 1867 dostala název dle své polohy, neboť vedla ze Starého Brna vzhůru úvozem mezi návršími Špilberku a Žlutého kopce. V roce 1902 byla původní Hohlweggasse čili Úvozní přejmenována na počest rakouského arcivévody Rainera Ferdinanda na Erzherzog-Rainer-Gasse, tedy ulici Arcivévody Rainera. Od roku 1918 pak ulice nese název Úvoz, německy Hohlweg.

## Galerie

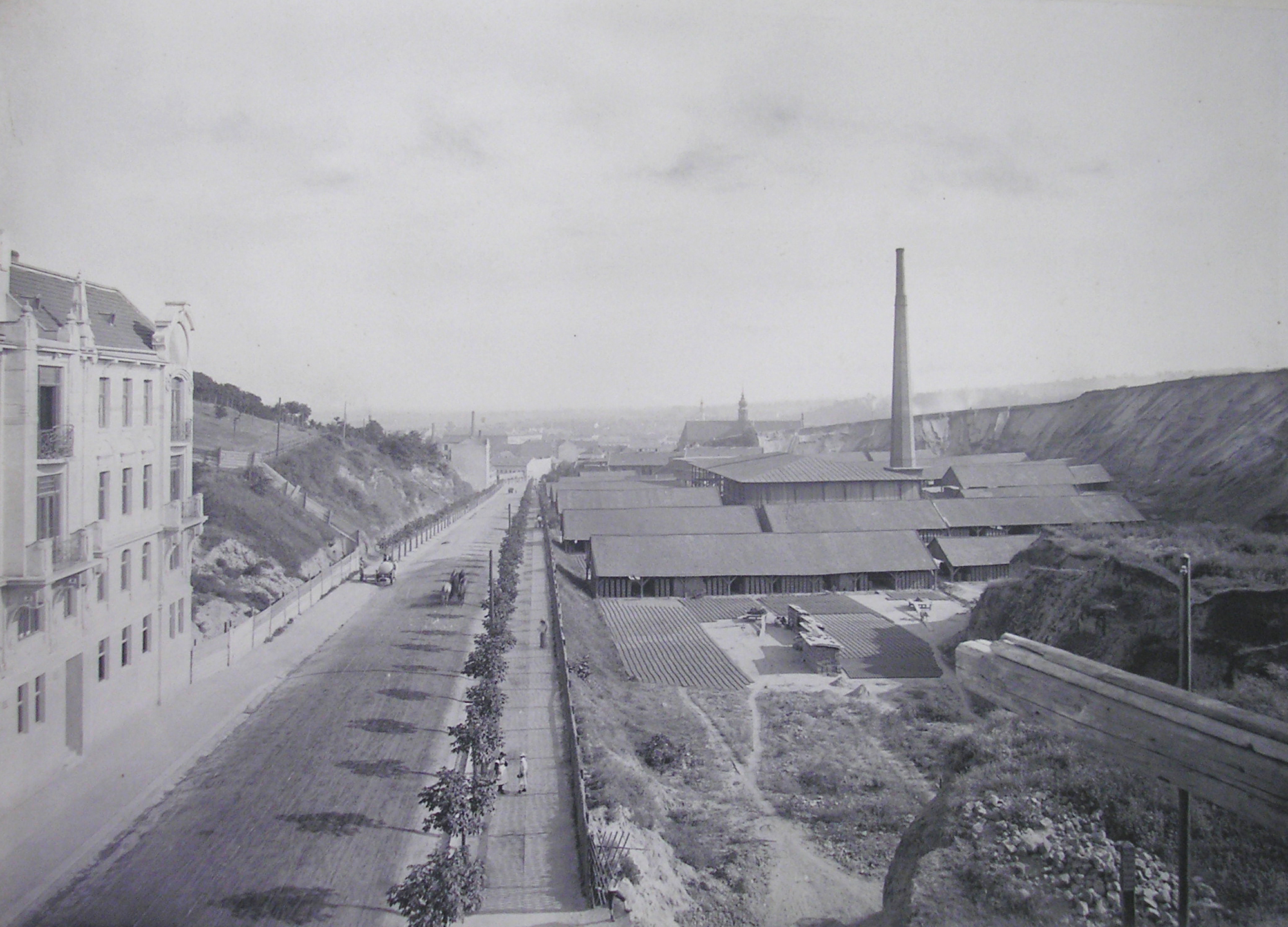
Pohled na ulici směrem k Mendlovu náměstí v roce 1905
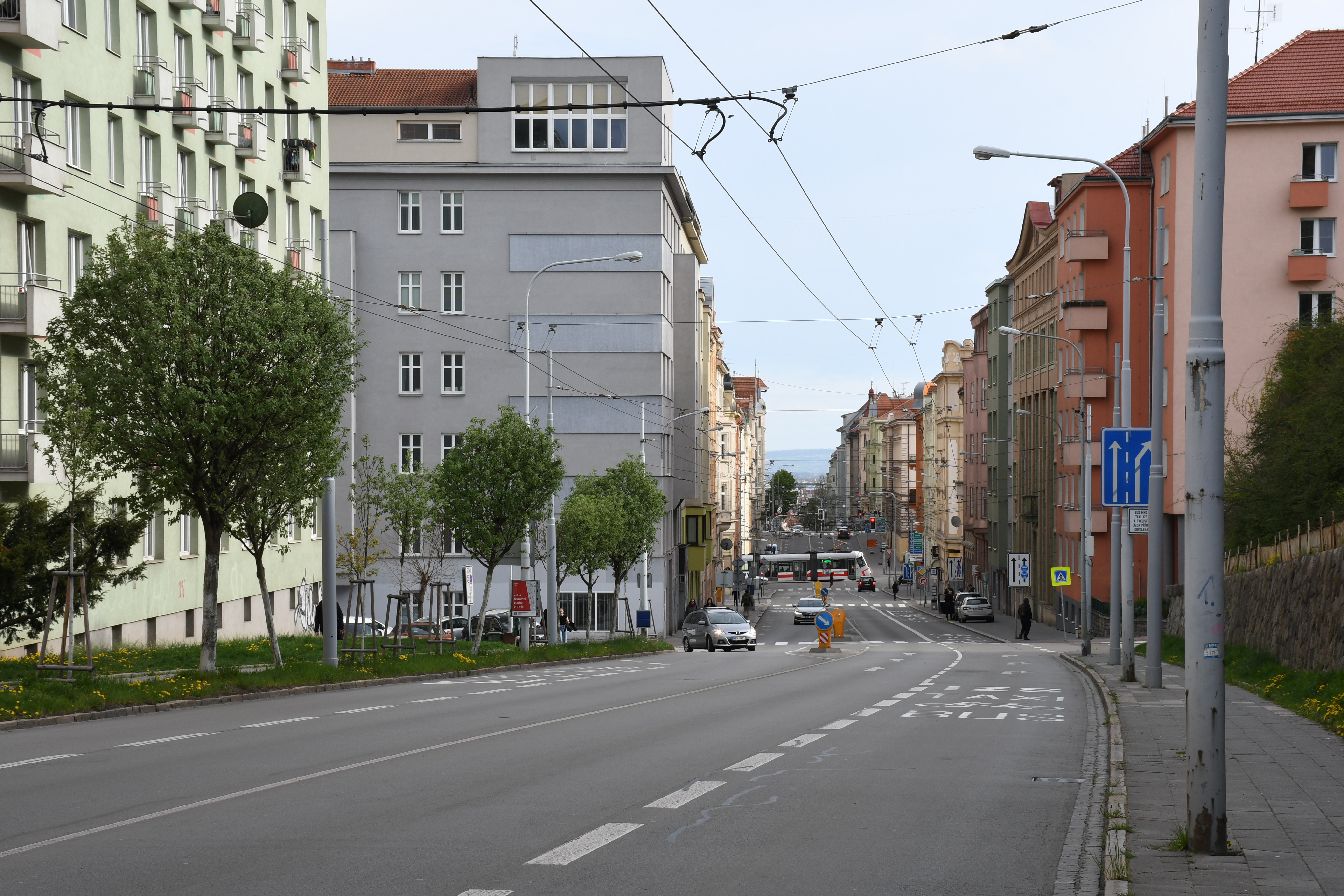
Severní část ulice při křižovatce s Grohovou
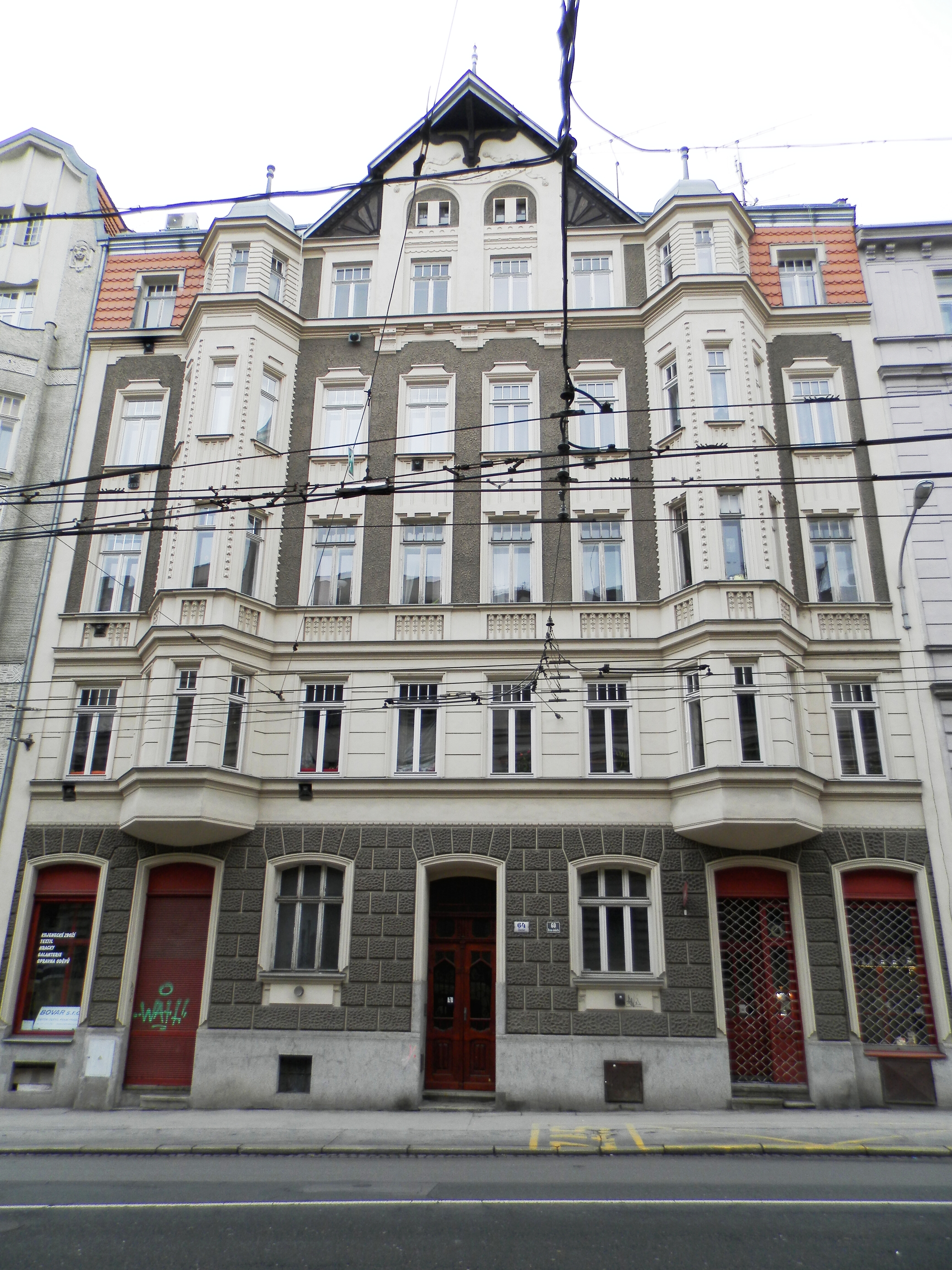
Činžovní dům, Úvoz 60/64
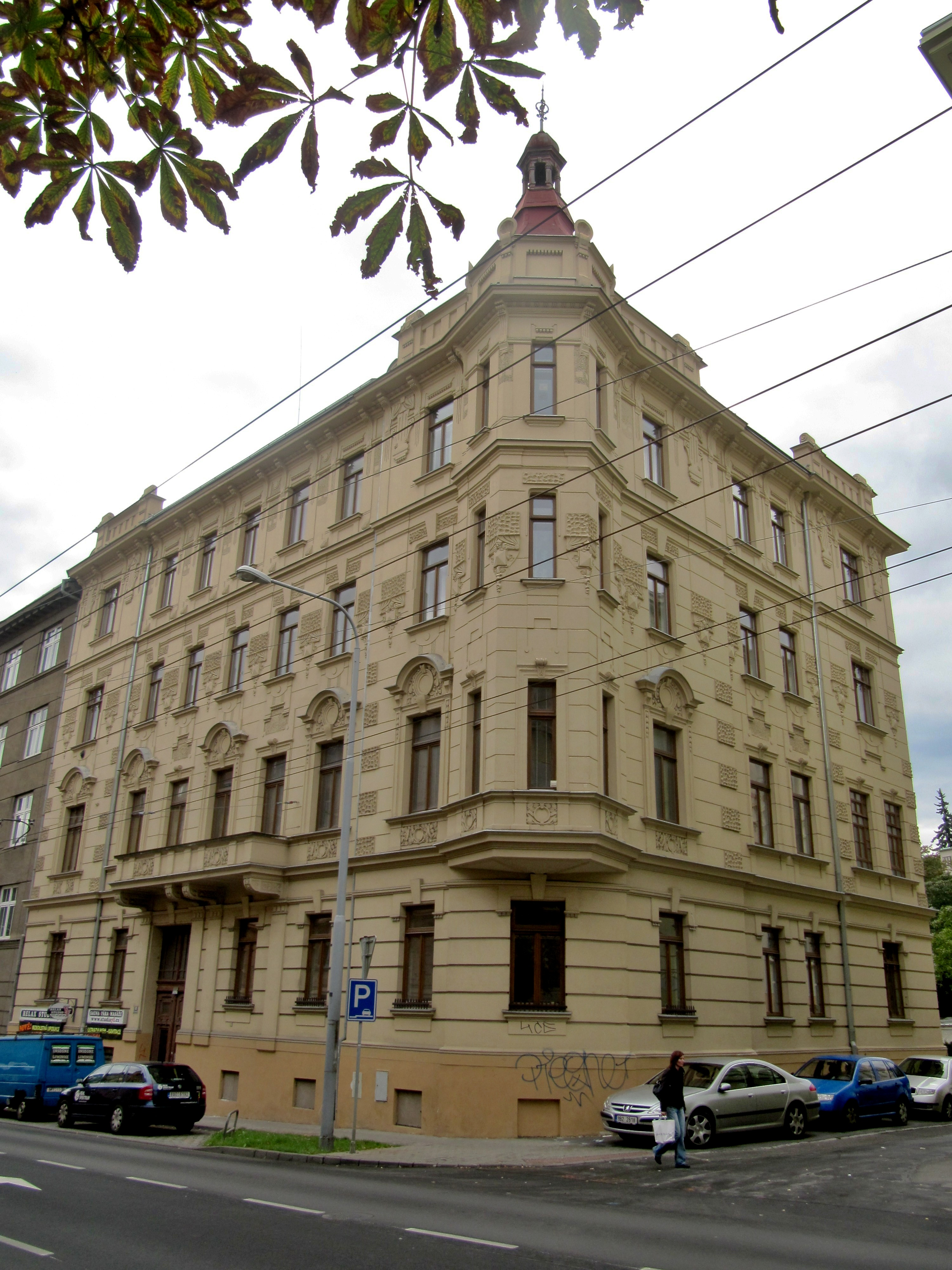
Dům na rohu ulic Úvoz a Trýbova
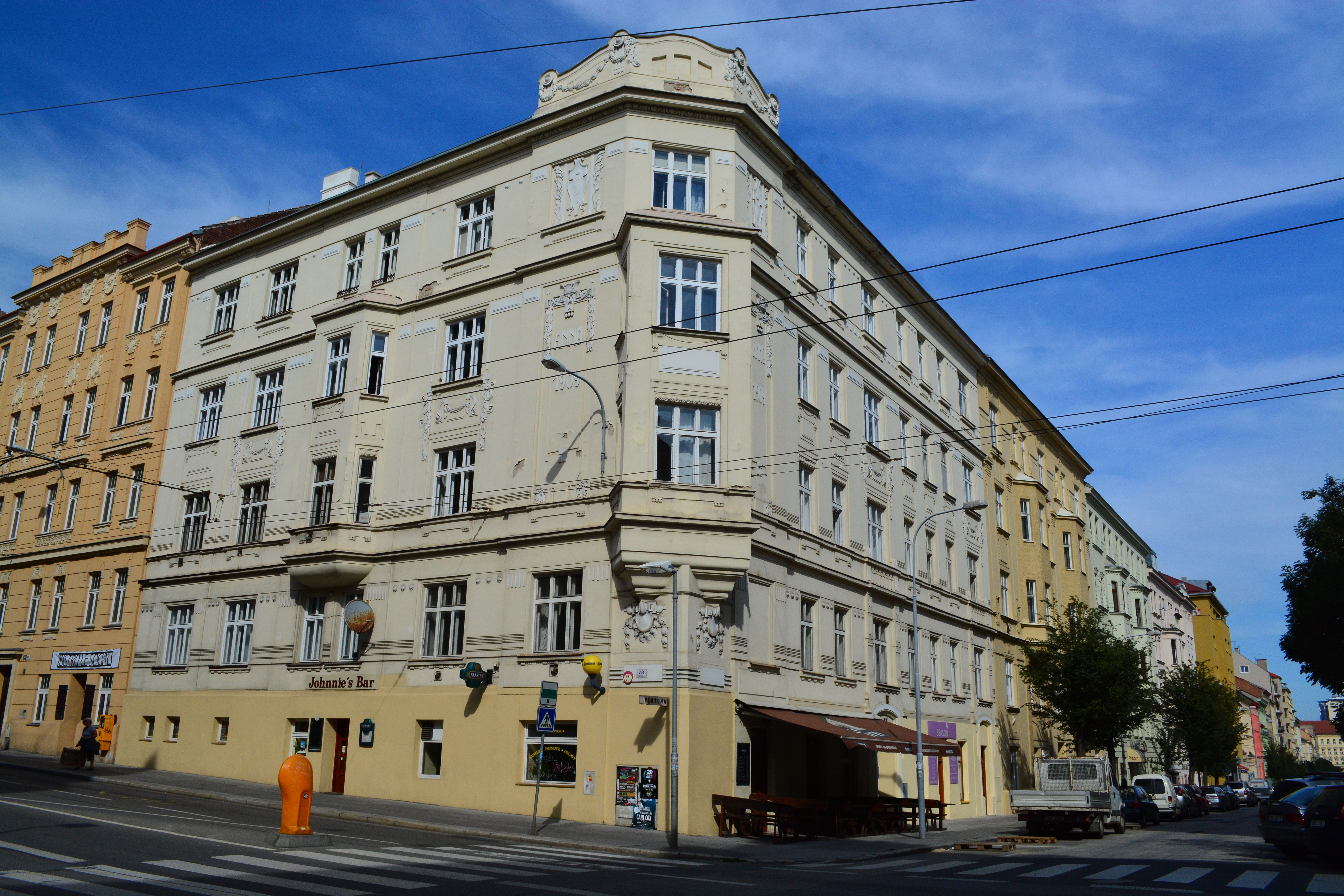
Dům na rohu ulic Úvoz a Gorkého
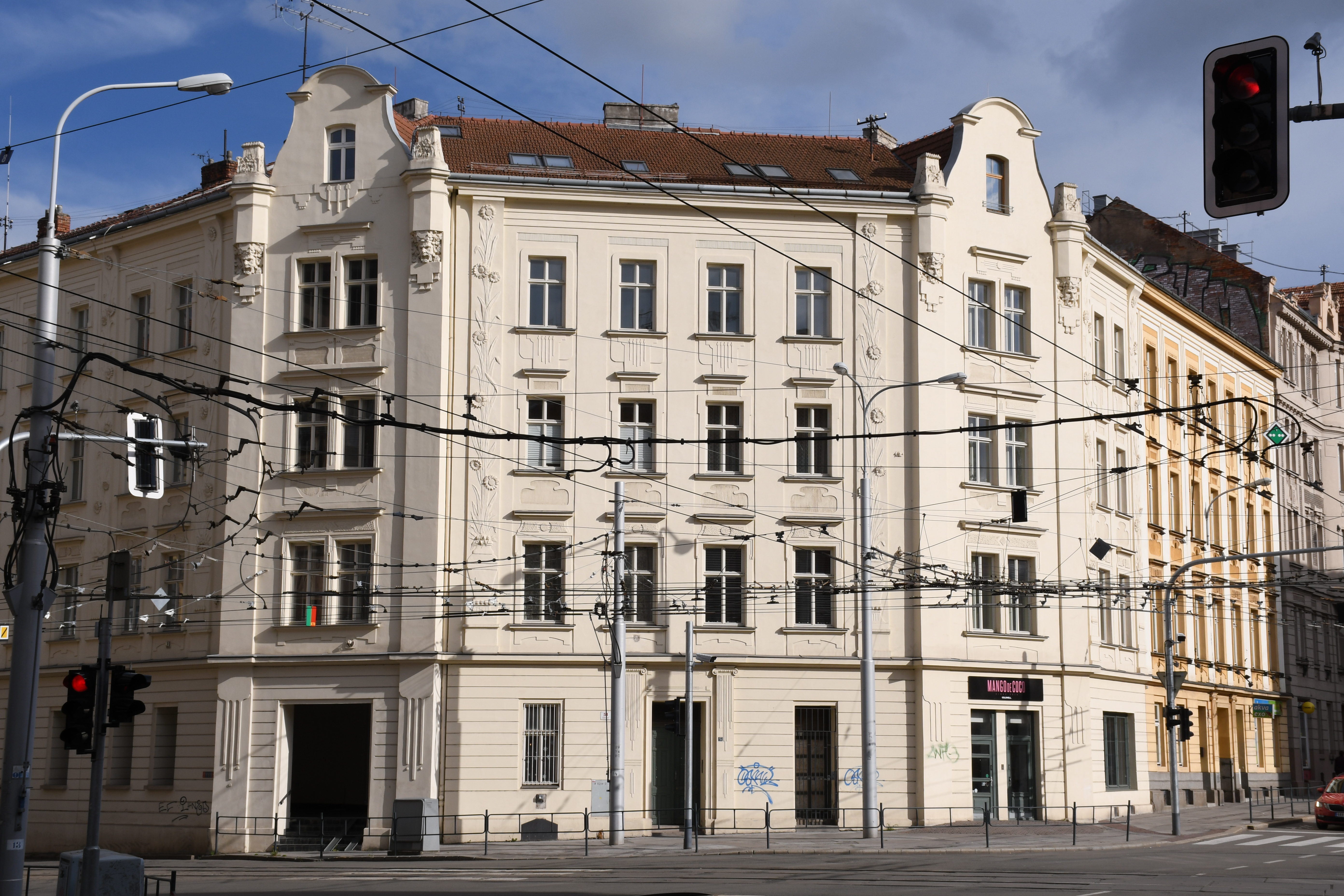
Dům na rohu ulic Úvoz a Údolní
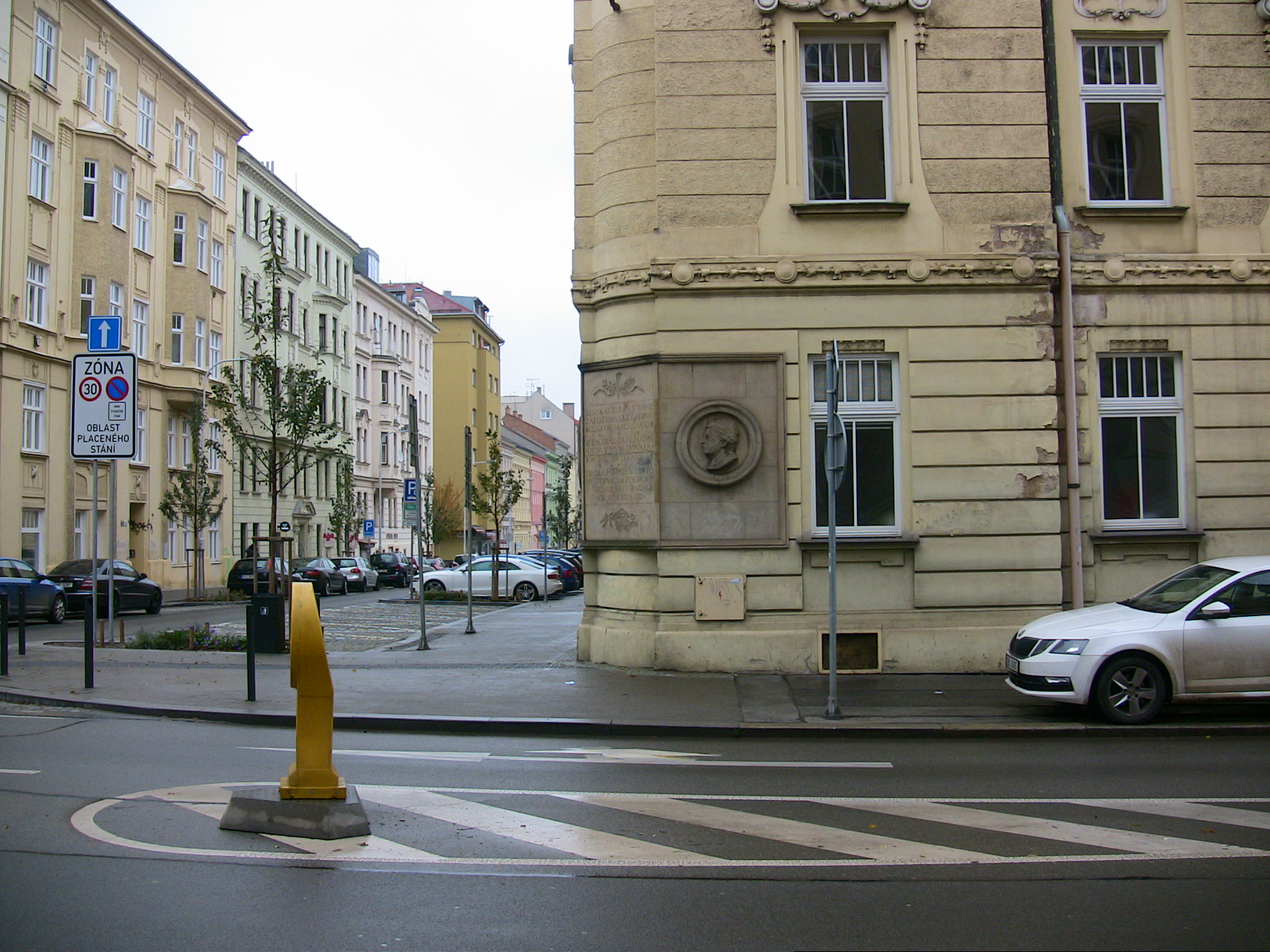
Pamětní deska Elišky Machové